# Короткоухие прыгунчики
Короткоухие прыгунчики (лат. Macroscelides) — род млекопитающих из семейства прыгунчиковых (Macroscelididae), обитающих в западной части Намибии и ЮАР.

## Виды
До недавнего времени в составе рода рассматривали только один вид Macroscelides proboscideus с двумя подвидами, выделяемыми на основании внешней морфологии: M. p. proboscideus и M. p. flavicaudatus. Поскольку генетические исследования не показали наличия потока генов даже между территориально близкими популяциями этих двух форм, в 2012 году их ранг был повышен до видового. В 2014 году получил описание третий вид — Macroscelides micus.